# Sikhisme en Amérique du Sud

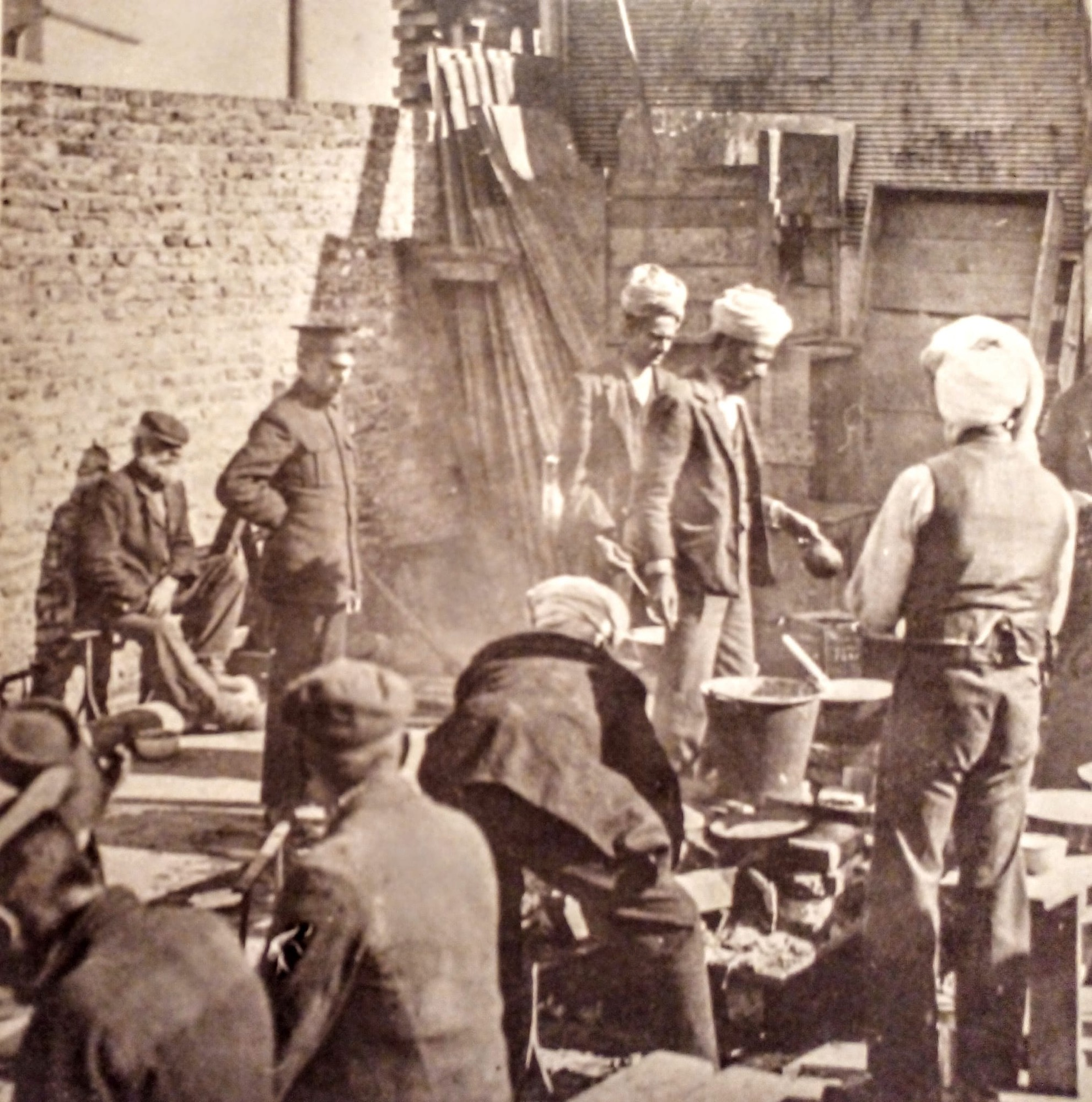
Travailleurs sikhs en Argentine (vers 1912).

Le sikhisme est une religion minoritaire en Amérique du Sud, qui représente environ 0,01 % de la population totale du continent.
Bien que la communauté sikhe d'Argentine soit établie depuis le début du XXe siècle, sa croissance en Amérique du Sud a été relativement modeste comparée à celle de la diaspora sikhe plus vaste d'Europe, d'Amérique du Nord, d'Asie et d'Océanie. Les estimations actuelles font état d'une population d'environ 300 sikhs en Argentine, 500 au Chili et 300 au Brésil, ce qui témoigne d'une présence stable mais limitée sur le continent.

## Présence par pays

### Argentine

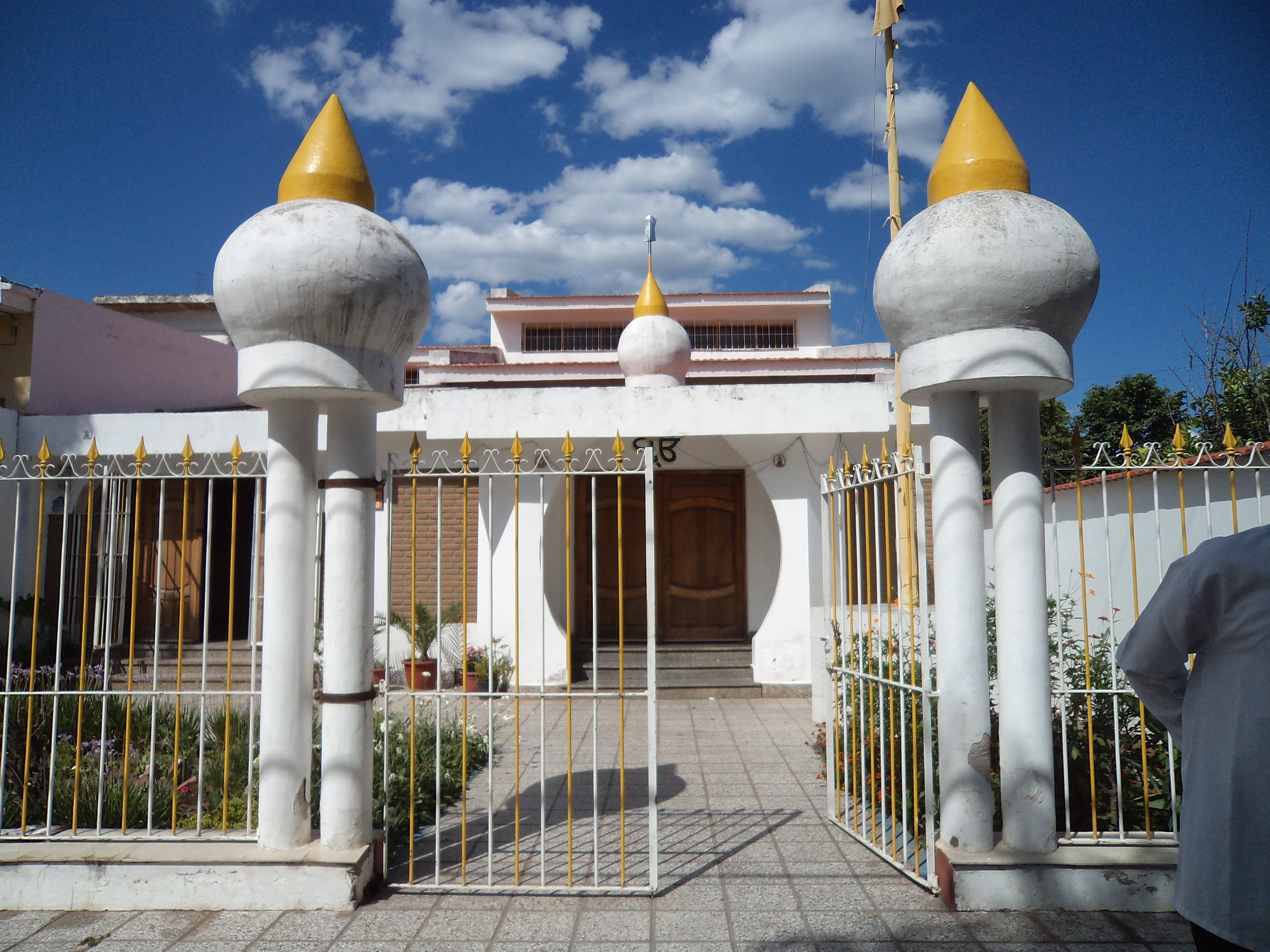
Gurdwara Rosario de la Frontera à Rosario, Argentine.

Les Sikhs d'Argentine, au nombre d'environ 300, se sont installés principalement au début du XXe siècle, fuyant les politiques d'immigration anti-asiatiques en Amérique du Nord. Voyageant avec des passeports coloniaux britanniques, ils étaient initialement venus travailler dans les chemins de fer et les sucreries. Ils ont été confrontés à un racisme important, ce qui a entraîné des restrictions à leur immigration.
Dans les années 1930, des membres du mouvement Ghadar s'y rendirent pour soutenir leur lutte pour l'indépendance de l'Inde. À la fin du XXe siècle, des personnalités notables apparurent, comme Simmarpal Singh, un homme d'affaires de premier plan. La communauté possède désormais plusieurs commerces et a établi un gurdwara à Rosario. En 2018, la foi sikh a été officiellement reconnue en Argentine.

### Bolivie
Dans les années 1980, un groupe de Sikhs a émigré en Bolivie, notamment dans la région de Santa Cruz de la Sierra, à la recherche de meilleures opportunités dans l'agriculture. Initialement prospères grâce à leur solide éthique du travail, leurs compétences en irrigation et leur accès au crédit, ils cultivaient des cultures comme la canne à sucre.
Cependant, lorsque les rendements agricoles ont diminué et que des conflits internes ont éclaté, nombre d'entre eux ont rencontré des difficultés financières, entraînant des défauts de paiement, certains allant même jusqu'à l'emprisonnement, et d'autres retournant au Pendjab. Au fil du temps, la communauté s'est réduite, ne laissant que quelques Sikhs, peinant à gagner leur vie grâce à de petites entreprises ou à l'agriculture. Au début des années 2000, leur nombre et leur stabilité financière avaient tellement diminué qu'ils ne pouvaient plus maintenir de gurdwara, bien qu'ils se réunissent encore occasionnellement à l'arrivée de visiteurs.

### Brésil

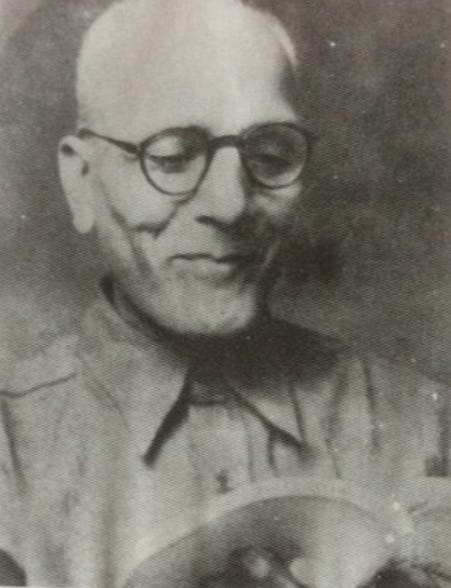
Oncle de Bhagat Singh et membre du Parti Ghadar, Sardar Ajit Singh, à Rio de Janeiro, au Brésil. Il portait auparavant un turban et une barbe, mais les retira pour se déguiser (vers 1910).

Les Sikhs du Brésil, au nombre d'environ 300, ont commencé à arriver au début du XXe siècle, s'installant principalement dans l'État du Paraná, au sud du pays, souvent en route vers l'Argentine. À cette époque, des membres du mouvement Ghadar, dont Sardar Ajit Singh, se sont également installés au Brésil pour une courte période. 
En 2018, une délégation s'est rendue au Temple d'Or d'Amritsar pour défendre l'égalité des sexes dans les pratiques sikhes. La plupart des sikhs brésiliens appartiennent à la communauté 3HO ou sont des descendants de migrants pendjabis, dont beaucoup ont épousé des personnes d'une autre culture en raison de la faible population sikhe.La communauté a établi plusieurs gurdwaras, le Shri Arjun Dev Sahib Gurdwara à Curitiba étant le plus grand et le plus important.

### Chili

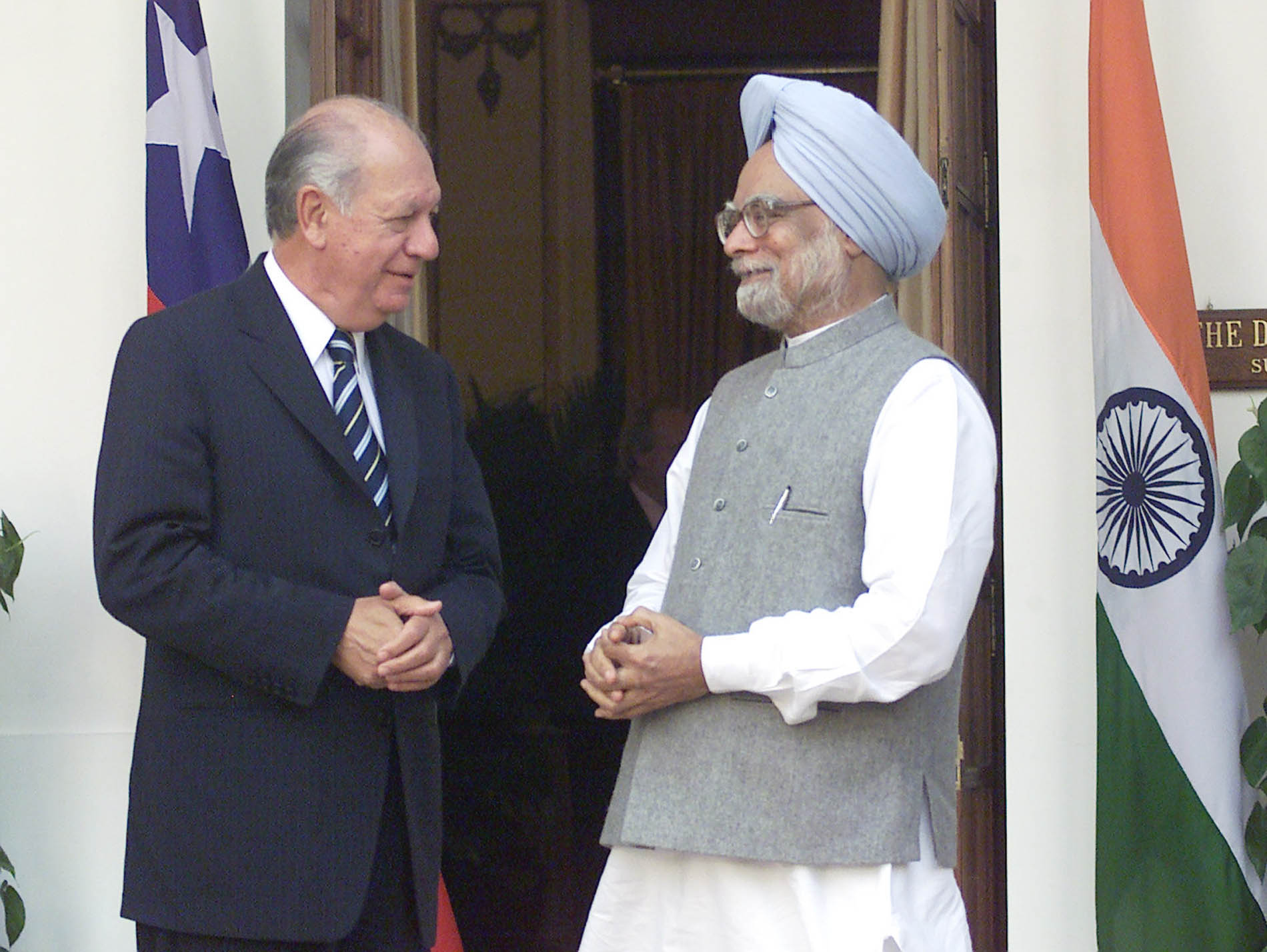
Le premier Premier ministre sikh de l'Inde, Manmohan Singh, avec l'ancien président du Chili, Ricardo Lagos Escobar (20 janvier 2005).

Les sikhs du Chili, dont le nombre est estimé à moins de 500, constituent une petite minorité religieuse. Leur arrivée a commencé au début des années 1900, alors qu'ils cherchaient du travail sur des projets ferroviaires reliant la Bolivie, se déplaçant souvent vers l'Argentine en raison des politiques d'immigration anti-asiatiques en Amérique du Nord. À la fin du XXe siècle, Yogi Bhajan a largement diffusé le sikhisme grâce au yoga kundalini, qui a gagné en popularité dans les années 1960.
En 2016, le sikhisme a été officiellement reconnu comme religion au Chili, une première en Amérique du Sud, permettant aux sikhs de porter le kirpan et de poursuivre des projets religieux. Il existe actuellement deux gurdwaras au Chili : l'un à Iquique, qui partage l'espace avec un temple hindou, et le Gurdwara Guru Ram Das Ashram à Viña del Mar, où le Nishaan Sahib a été élevé pour la première fois en 2019. Des organisations locales comme Sikh Dharma Chile et Langar Chile soutiennent également la communauté.

### Colombie
Il existe une faible présence sikhe en Colombie, principalement composée de convertis. La plupart des adeptes appartiennent à la communauté 3HO.

### Équateur
Au milieu des années 1980, des rapports ont fait état d'interactions entre certains membres du gouvernement équatorien et des séparatistes sikhs prônant le Khalistan, un projet de patrie sikh. Carlos Arosemena, ancien président de l'Équateur et chef du Partido Nacionalista Revolucionario, a rencontré le leader séparatiste sikh Jagjit Singh Chohan à Londres en août 1985. Lors de cette rencontre, Arosemena aurait suggéré que l'Équateur pourrait constituer un lieu propice à l'établissement d'une nation sikh.
Atma Singh Khalsa, converti au sikhisme et considéré comme le premier résident sikh en Équateur, faisait partie de l'entourage d'Arosemena durant cette période. D'autres délégués, dont le Dr Cristobal Montero et Patricio Buendia, ont également exprimé leur soutien à la cause sikh.
Cependant, le gouvernement équatorien s'est par la suite distancié de ces déclarations, précisant n'avoir aucun contact officiel avec les mouvements séparatistes sikhs et ne les reconnaître. Le ministre des Affaires étrangères a commenté la situation, faisant état d'informations selon lesquelles Chohan avait reçu une invitation à se rendre en Équateur. En décembre 1985, Chohan a affirmé qu'un nombre important de sikhs avaient émigré en Équateur en quelques mois.

### Pérou
On estime qu'il y a moins de dix sikhs au Pérou, Partap Singh étant le seul chef de famille gursikh du pays. Initialement installé au Pérou pour le tourisme, il a épousé une femme du pays. Singh a été honoré comme porte-drapeau lors des célébrations de l'indépendance du Pérou. Il est à noter qu'il n'existe pas de gurdwara sikh au Pérou.

## Présence par dépendances et autres territoires

### Îles Malouines
Aucun Sikh ne réside aux îles Malouines. Cependant, des Sikhs de l'armée britannique s'y rendent souvent dans le cadre de leur entraînement militaire. Le caporal Manpreet Singh Lally, ingénieur en systèmes de communication au sein des Royal Signals, a été affecté aux Forces britanniques des îles de l'Atlantique Sud (BFSAI) et a présenté aux enfants de l'école Mount Pleasant comment nouer et porter la coiffe traditionnelle.

## References
- (en) Cet article est partiellement ou en totalité issu de l’article de Wikipédia en anglais intitulé « Sikhism in South America » (voir la liste des auteurs).

1. ↑  Lily Pearl Balloffet, Argentina in the global Middle East, Stanford University Press, 2020 (ISBN 978-1-5036-1174-0 et 978-1-5036-1301-0)
2. 1 2  (en) « Naipaul And The Sikhs Of Argentina », sur Outlook India, 28 juillet 2015 (consulté le 18 juillet 2025)
3. ↑  Sikh Dharma Ministry, « Sikh Dharma Recognized in Argentina in 2018 », sur Sikh Dharma International, 20 décembre 2019 (consulté le 18 juillet 2025)
4. 1 2  Swarn Singh Kahlon, Sikhs in Latin America: travels among the Sikh diaspora, Manohar, 2012 (ISBN 978-81-7304-938-5)
5. ↑  Migration, mobility and multiple affiliations: Punjabis in a transnational world, Cambridge University Press, 2015 (ISBN 978-1-107-11703-7)
6. 1 2  (en) « Brazilian Sikhs visit Golden Temple, plead for gender equality », sur The Tribune (consulté le 18 juillet 2025)
7. ↑  Śrīkṛṣṇa Sarala, « Indian revolutionaries. 1 », dans A Comprehensive Study, 1757-1961, vol. 1, Ocean Books, 1999 (ISBN 978-81-87100-16-4)
8. ↑  « The Sikh Global Village - Brazil », sur sikhglobalvillage.com (consulté le 18 juillet 2025)
9. ↑  (en) « Sikhism now a legally recognised religion in Chile », sur The Tribune (consulté le 18 juillet 2025)
10. ↑  (en) « The 8th Lord of Miracles Tour in Honor of Guru Ram Das ~ Colombia », sur SikhNet, 6 janvier 2011 (consulté le 18 juillet 2025)
11. ↑  (en) « Pan Am Games Lima 2019: Meet Partap Singh of Peru », sur PTC News, 4 août 2019 (consulté le 18 juillet 2025)
12. ↑  (en-US) « Faith in the Falklands », sur Army&You, 31 octobre 2017 (consulté le 18 juillet 2025)